# Metropolia Campo Grande
Metropolia Campo Grande – metropolia Kościoła rzymskokatolickiego w Brazylii. Składa się z metropolitalnej archidiecezji Campo Grande i sześciu diecezji. Została erygowana 27 listopada 1978 konstytucją apostolską Officii Nostri papieża Jana Pawła II. Od 2011 godność arcybiskupa metropolity sprawuje abp Dimas Lara Barbosa.
W skład metropolii wchodzą:
- Archidiecezja Campo Grande
  - Diecezja Corumbá
  - Diecezja Coxim
  - Diecezja Dourados
  - Diecezja Jardim
  - Diecezja Naviraí
  - Diecezja Três Lagoas

Prowincja kościelna Campo Grande tworzy region kościelny Oeste 1, zwany też regionem Mato Grosso do Sul.

## Metropolici
- Antônio Barbosa (1978 – 1986)
- Vitório Pavanello (1986 – 2011)
- Dimas Lara Barbosa (od 2011)